# La Fête sauvage
La Fête sauvage – ścieżka dźwiękowa do filmu Frédérica Rossifa pod tym samym tytułem, autorstwa Vangelisa, wydana w 1976 r.

## Lista utworów
W wersji kompaktowej płytę wypełnia jedna tytułowa suita. W wersji winylowej suitę podzielono na dwie części zatytułowane: La Féte sauvage I i La Féte sauvage II. Od roku 1976 muzykę wydawano i wznawiano wielokrotnie, nakładami różnych wytwórni, czasami z odmiennymi okładkami.

## Muzycy
- Vangelis
- D. A. Adams King Potato
- Lofty Amao
- Idris Baba
- Bendadoo
- E. Lord Eric
- Lartey Ottoo
- Paul Jeffery
- Vana Veroutis (vocals)